# Station La Jonchère
Station La Jonchère is een spoorweghalte in de Franse gemeente La Jonchère-Saint-Maurice.